# Lygos
Der Lygos (griechisch Λύγκος, n. sg., auch: Ligkos, Lygos, Ligos, Lyngos, Lingos) ist ein Berg des nördlichen Pindos mit einer Höhe von 2177 m, der höchste Gipfel heißt Avgo, Αυγό.
Er befindet sich im westmakedonischen Regionalbezirk Grevena an der Grenze zum Regionalbezirk Ioannina. Er bildet auch die natürliche Grenze zwischen Makedonien und Epirus. Neben dem Gipfel Avgo gibt es weitere Gipfel wie die Pyrostia (η Πυροστιά, 1967 m). Die nächstgelegene Siedlung ist Vovousa (Βοβούσα) am Aoos. Der Lygos gehört zum alpinen Teil des Nationalparks Pindos, der sich von dort nach Westen erstreckt. Dazu gehören auch die Berge des Zygos (Ζυγό ή Μαυροβούνι). Die nördlichen Abhänge sind bestanden von einem besonderen Wald aus Schwarzkiefern. Am Berg befinden sich auch die Quellen des Aspropotamos (Ασπροπόταμος), eines Zuflusses des Venetikos (Βενέτικος), der wiederum dem Aliakmonas zufließt. Die Schlucht des Aspropotamos trennt den Berg vom nördlich gelegenen Berg Vasilitsa (Βασιλίτσα). Unweit des Gipfels liegt der Bergsee Lakkos Avgou (Λάκκος Αυγού ⊙).